# Eiras (Chaves)
Eiras is een plaats (freguesia) in de Portugese gemeente Chaves en telt 560 inwoners (2001).

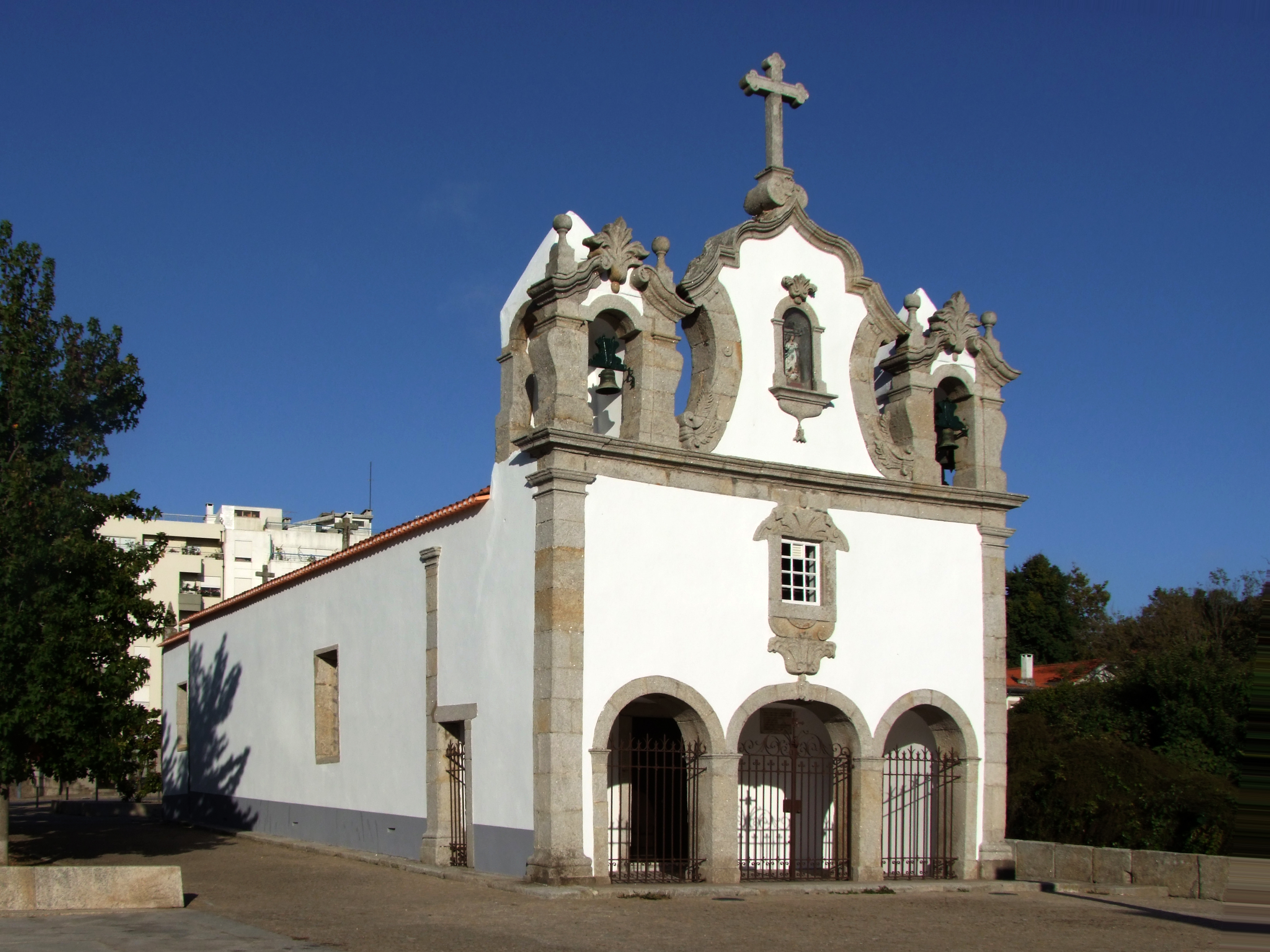
Kapel